# SZTE Bartók Béla Művészeti Kar
A Szegedi Tudományegyetem Bartók Béla Művészeti kara (röviden: SZTE BBMK) 2019. augusztus 1-jén vette fel Bartók Béla (zeneszerző) nevét. Korábbi nevén: Szegedi Tudományegyetem Zeneművészeti Karaként működött (2003-2019 között).

### Története
Az 1879-es árvízkatasztrófát követő újjáépítéssel egy időben a szegedi zeneoktatás is lendületes fejlődésnek indult. Az 1880-ban Langer Viktor zeneszerző által megalapított Városi Zenedét 1883-tól 1903-ig Szögi Endre muzsikus és zeneszerző vezette. Ehhez az időszakhoz fűződik számos új tantárgy, valamint az intézmény növendéklétszámának jelentős emelkedése. Ebben az időszakban indították meg a 6 zeneiskolai osztályt követő „kiművelési osztályt”, amelyben a növendékek tudásukat magasabb szinten képezhették. 1904-től hívták meg a Zenede élére a kiváló muzsikust, Király-König Pétert, aki szaktudásával és szervezőkészségével évtizedeken át meghatározó egyénisége lett Szeged zenei életének. Az 1905/1906-os tanévet új szervezeti szabály szerint kezdték meg, amely minden szempontból igazodott a budapesti Magyar Királyi Zeneakadémia tantervéhez, tehát a szegedi az egyik legkorszerűbb szellemben oktató vidéki zeneiskolának számított. Király-König a megemelt óraszámokhoz új tanárokat szerződtetett. Ingyenes tanszakként beindította a bőgő, a kürt és a klarinét oktatását.
Az oktatás színvonalas voltát jelzi, hogy a Zenede olyan – később a Zeneakadémián is továbbtanuló – kiválóságokat nevelt, mint például Huszka Jenő zeneszerző, Fleischer Antal karmester, Ocskay Kornél operaénekes és Belle Ferenc hegedűművész. A növendéklétszám is egyre növekedett, az 1918/19-es tanévben a beiratkozottak száma már 341 volt. Az intézmény működésének köszönhetően megpezsdült a város zenei élete is. A Városi Zenede évente négy hangversenyt rendezett.
1903-tól komoly épületgondok jelentkeztek, mivel a növendékek száma ekkor már 400 fölött volt. 1911-ben megindultak a tervbe vett zenepalota előmunkálatai, a megvalósulást azonban a háború megakadályozta. Az épületgondon a Város úgy próbált segíteni, hogy a Zenedét egy bérház (a Tukats-ház) I. emeletére költöztette. (A Zeneművészeti Kar jelenleg is itt működik.) Gróf Klebelsberg Kuno kultuszminisztersége alatt (1922–1931) Szegeden hatalmas egyetemi beruházások valósultak meg, amelyek sajnos nem jártak együtt a zeneoktatás infrastruktúrájának fejlesztésével. Így nem került sor az évtizedekkel korábban tervbe vett zenepalota felépítésére sem.
Szeged mint egyetemi város joggal tartott igényt a zeneoktatás fejlesztésére. 1945. április 14-én Pálfy György helyettes polgármester küldte el a Minisztériumhoz a Város – zenekonzervatórium létrehozására vonatkozó – kérelmét, melyben hivatkoztak a leendő operatársulat és a városi zenekar várható igényeire is. 1946. május 27-én Keresztury Dezső kultuszminiszter – elfogadva a Város érveit – a pénzügyminiszterhez szóló átiratában így írt: „Az európai színvonalra emelkedő szegedi operajátszásnak előfeltétele, hogy zenekarának tagjait, továbbá énekkarának énekeseit komoly pedagógiai értékű tanárok képezzék és tartsák karban Szegeden, mert a főváros aránytalan túlsúlyát csak fokozná, és a magyar vidéket csak szegényítené, ha minden utánpótlást Budapest lenne kénytelen szolgáltatni. Decentralizációra irányuló kultúrpolitikám útja csak az lehet, hogy a nagyobb vidéki városokat olyan kulturális intézményekkel ajándékozom meg, amelyek szerves begyökerezésükkel tudják biztosítani a magyar dolgozók százezrei részére az európai kultúrszínvonalat. Ilyen meggondolás alapján a Szegedi Nemzeti Színház operai tagozatának, de általában Szeged város és a Duna–Tisza köze zenekulturális életének állandó és szerves támaszául tervezem a Szegedi Állami Zenekonzervatóriumot, amelynek megfelelő fizetési osztályokba sorolandó tanári állásaira országos színvonalú tanerőket szándékozom meghívni.”
1946. szeptember 5-én Szeged város Közgyűlése elfogadta a Minisztériummal kötendő szerződéstervezetet, miszerint az állam a személyi, a Város a dologi kiadásokat vállalja. A Minisztertanács 1946. október 15-i határozatában rendelkezett a szegedi konzervatórium igazgatói és tanári állásainak szervezéséről. A Művészeti Tanács javaslatára október végén Baranyi Jánost nevezték ki igazgatónak, aki a Délmagyarország november 14-i számában megjelent programadó cikkében arról írt, hogy „a zenei pályára készülők tanulmányaikat itt végezhetik egészen a tanári, illetve a művészi diploma megszerzéséig”. Ezek szerint akkor még és már élt a remény, hogy a Szegedi Zenekonzervatórium főiskolai rangot kap.
Az állami zenekonzervatóriumok szervezéséről 1947. január 17-én megjelent rendelet azonban másként határozott: „Az állami zenekonzervatórium célja egyrészt, hogy a zenei életpályára készülőket (énekesek, zenekari és énekkari tagok stb.) kiképezze, és a legmagasabb fokú zenei tanulmányokra előkészítse, másrészt, hogy olyanoknak, akik a zenélést nemes művelődési szándékból, de nem élethivatásként kívánják elsajátítani, a zenei műveltség terjesztése céljából az általános zeneoktatás keretében magasabb fokú zeneművészeti tájékozódást is adjon.”
A rendeletben meghatározott kettős feladatnak megfelelően a Szegedi Állami Zenekonzervatóriumban 4 előkészítő és 4 akadémiai osztály jött létre. Az akadémiai osztályok vizsgái a Zeneakadémia kiküldött tanárai előtt folytak. A Konzervatórium végzett növendékei tanári vagy művészi diplomát csak a budapesti Zeneakadémia elvégzésével szerezhettek. A rendelet alapján tehát a konzervatóriumok a Liszt Ferenc Zeneművészeti Főiskolával függő és alárendelt viszonyba kerültek.
A Szegedi Állami Zenekonzervatóriumban a tanítás – a felvételt nyert 630 fő számára – 1947 szeptemberében megkezdődött. Tanévnyitó beszédében Baranyi János igazgató beszámolt az elmúlt két év küzdelmeiről, és reményét fejezte ki, hogy valamikor megindulhat az intézményben a tanár- és művészképzés is. Igazgatása alatt kiépült a fúvós és az ének tanszak, tanári munkát vállalt az olasz Luigi Renzi énekmester és többen a szegedi operaegyüttes tagjai közül.
A Konzervatórium saját szervezésű bérletsorozatot indított Collegium Musicum címmel, mely magas színvonalú műsoraival szolgálta a város zenekultúráját, lehetőséget adva tanárai művészi képességeinek kibontakoztatásához is.
1952-ben megkezdődött a zeneoktatás reformja. A Minisztertanács 68/1952. számú – 1952. augusztus 17-én megjelent – rendelete külön intézményekre tagolta az alsó, a közép- és a felsőfokú zeneoktatást. A Szegedi Zenekonzervatóriumot – leválasztva róla az alsófokú képzést - zeneművészeti szakiskolává alakította át. A rendelet értelmében 1953-tól az intézmény hivatalos neve Szegedi Állami Zeneművészeti Szakiskola lett.
A Tömörkény István Gimnáziumon belül megszervezték – a heti 25 közismereti órával és 10-25 főre tervezett létszámmal – működő zenegimnáziumi osztályokat. 1952-ben első és második osztály indult.
1954 őszén a Népművelési Minisztérium megszüntette a két éve létrehozott zenegimnáziumi osztályokat a működtetés magas – évi 70-80 ezer forintos – költségeire hivatkozva. A Minisztérium az elhamarkodott intézkedést már 1955 februárjában visszavonta.
A Zeneművészeti Szakiskolában – a középfokú képzés mellett, arra épülve – három évfolyamos tanárképző tagozat is indult, amely az alsófokú zeneiskolák számára képzett tanárokat. Az intézmény 1954 júniusában adta ki az első tanári diplomákat. 1955-ben a Szegedi Állami Zeneművészeti Szakiskola öt tanszékén (19 tanszakon) 310 növendék tanult.
Az 1952-ben kiadott rendelet alapvető hiányossága volt, hogy a zenetanárképző intézményeknek nem adott főiskolai rangot, pedig az egész akkori oktatási rendszerben a tanárképzés már felsőoktatási intézményekben folyt.
1966-ban az ország öt zeneművészeti szakiskolájában szétvált a szakiskolai oktatás és a zenetanárképzés. Ez utóbbit a Művelődési Minisztérium főiskolai rangra emelte. A szegedi intézmény hivatalos neve ekkor Liszt Ferenc Zeneművészeti Főiskola Ének- és Zeneiskolai Tanárképző Intézet Szegedi Tagozata lett.
1983-ban a Liszt Ferenc Zeneművészeti Főiskola – a színvonalas szegedi vonósképzés elismeréseként elsőként a hegedű és cselló szakokon – engedélyezte, hogy egyetemi képzés induljon a III., IV. és V. évfolyamokban. A későbbi években további 15 szak kapta meg az egyetemi képzés jogát.
1990-ben a Művelődési Minisztérium jóváhagyta a Liszt Ferenc Zeneművészeti Főiskola Szervezeti és Működési Szabályzatát, mely alapján a szegedi tagozat a középfokú képzés, főiskolai és egyetemi szintű képzést is magába foglaló konzervatóriummá alakult, hivatalos neve ekkor a Liszt Ferenc Zeneművészeti Főiskola Szegedi Konzervatóriuma lett.
1996-tól a budapesti Liszt Ferenc Zeneművészeti Főiskola Egyetemi Tanácsának határozata alapján az ország két konzervatóriuma valamennyi engedélyezett szak első három évfolyamában is folytathatott egyetemi képzést. Az említett határozat évenkénti átjárhatóságot biztosított a főiskolai és egyetemi képzési szint között, lehetővé téve, hogy a hallgató a tanulmányai során tanúsított előmenetele és tehetsége alapján szerezzen főiskolai vagy egyetemi diplomát.
A Konzervatórium 1998-ban levált a Zeneakadémiáról, és a Szegedi Felsőoktatási Szövetség alapító tagjaként működött 2000. január 1-jéig. Ekkor az integráció révén létrejött Szegedi Tudományegyetem kari jelleggel működő önálló oktatási egységévé vált.
Sikeres kari akkreditációt követően 2003. szeptember 1-jétől a Szegedi Tudományegyetem 11. karaként folytatja tevékenységét, és képez a főiskolai szakokon kamaraművészeket és tanárokat, az egyetemi szakokon pedig előadóművészeket és művésztanárokat.
A kar, mely 1998-ig az akkori Liszt Ferenc Zeneművészeti Főiskola részeként működött, szakmai feladatait ma is a magyar zeneművészeti oktatás nagy múltra visszatekintő gyakorlata alapján végzi, meghatározó szerepet tölt be Szeged és a régió zenei életében, mivel a magas színvonalú oktatómunka mellett jelentős művészeti tevékenységet is folytat.

### Képzési területek
- előadó-művészet alapszak a következő szakirányokban: csembaló, ének, fagott, furulya, fuvola, gitár, gordon, gordonka, hárfa, harsona, hegedű, klarinét, kürt, mélyhegedű, oboa, orgona, trombita, tuba, ütőhangszer, zongora
- művészi és tanári mesterképzés a felsorolt szakirányok többségében
- alkotóművészet és muzikológia alapszak zeneelmélet és zeneismeret szakirányokban; az utóbbiban tanári mesterképzés is
- szakirányú továbbképzések számos klasszikus hangszerből

### Nemzetközi versenyeik
- Bartók Béla Nemzetközi Zongoraverseny
- Simándy József Nemzetközi Énekverseny